# Правова система Швейцарії
Правова система Швейцарії належить до країн романо-германського типу правової сім'ї.

## Історія розвитку
Правова система Швейцарії входить до групи країн романо-германського типу правової системи. Перше в історії положення про розвиток безпосередньо Швейцарського права були зумовлені та висвітлені в договорі «Про створення Швейцарського союзу». Цей правовий документ поклав основу для створення та розвитку держави Швейцарії та її права. Вже потім, виходячи з цього документа, і розвивались законодавство Швейцарії та сама держава. Пізніше в розвитку держави та права Швейцарії відіграли важливу роль такі правові документи: Поповська Хартія 1370 р., яка закріплювала чіткі розмежування між світською та церковною юрисдикцією, Кароліна — кримінально-судове уложення 1532 р.
У період Гельветичної республіки (1798—1803), після входження французьких військ, було видано низку законодавчих актів, серед них Кримінальний кодекс 1799 р., який був виданий на основі Французького кодексу 1791 р. Оскільки в той період Швейцарія була залежна від французького права, то всі законодавчі акти видавалися на основі французького законодавства, зокрема великий вплив на території Швейцарії мав Цивільний кодекс 1804 р.
Вже з початком 20 століття, в праві Швейцарії активно вилучалися застарілі норми середньовічного права. Процес уніфікації та розвитку права розпочався з прийняття Конституції Швейцарії 1874 р., та з внесеним змінами до неї, які були прийняті в 1898 р. Пізніше було прийнято Цивільний кодекс Швейцарії, який вступив в дію в 1912 р., та в кий було внесено ряд змін, для приведення його у до відповідного рівня, для ефективного регулювання суспільних відносин. Так і надалі розвивалось право Швейцарії, та видавалися різні нормативні акти, які дають змогу говорити про унікальність правової системи Швейцарії.

## Характеристика сучасного стану
За формою державного устрою Швейцарія є федерацією, яка поділяється на 23 кантони та 3 кантони діляться на півкантони. Швейцарія має різного рівня форми міського управління та самоврядування. Кожний кантон самостійно вирішує питання внутрішньо-організаційного характеру. На підставі цього можна сказати, що окремі землі федерації (кантони) мають право на видання різних актів правового характеру. В кожному кантоні діє власна Конституція, яка приймається парламентом кантону, адже кожний кантон має постійні парламент і уряд. Але межі їхнього суверенітету визначаються в федеральній Конституції Швейцарії. У ст. 3 зазначається: «Кантони є суверенними в межах, в яких їх суверенітет не обмежується Федеральною Конституцією; вони виконують всі права, які не передані Конфедерації».
Законодавча влада в Швейцарії належить парламенту, який видає нормативно-правові акти, які спрямовані на регулювання суспільних відносин.
Важлива роль належить Конституції Швейцарії, яка закріплює основи федерального устрою. Кантони мають досить великі повноваження, зокрема кантони мають право приймати акти міжнародного значення в межах власних повноважень, також ці акти нe повинні суперечити законам Федерації.
В законодавстві Швейцарії висвітлений принцип розподілу влади, згідно з яким одна гілка влади не має права втручатися в діяльність іншої. Ці положення закріплюються в Конституції Швейцарії.
Правова система Швейцарії займає важливе місце в системі романо-германського права. Але здебільшого норми, які закріплені в законодавстві країни, були запозичені з більш розвинутих правових систем даного типу правової сім'ї, зокрема Німеччини та Франції. Але не варто говорити про те, ще право Швейцарії не мало взагалі ніякого значення для розвитку романо-германського права. В правову систему країни входять такі нормативно-правові акти, які за юридичною технікою мають передове значення не тільки для регулювання суспільних відносин, але й певні норми цих актів рецептувались іншими країнами романо-германської правової сім'ї, зокрема при розробленні Українського законодавства, нормотворці зверталися до Швейцарського Цивільного та Кримінального кодексів, що добре виражає вагому роль права Швейцарії серед всіх країн романо-германського права.